# گروه متوکسی

ساختار شیمیایی کلی متوکسی‌ها

گروه متوکسی (انگلیسی: Methoxy group) یک گروه عاملی در شیمی آلی است که شامل یک گروه متیل متصل یه اتم اکسیژن است. این گروه زیر مجموعه ای از گروه آلکوکسی است و فرمول کلی آن R–O–CH3 است.